# Naturbahnrodel-Junioreneuropameisterschaft 1976
Die 3. FIL-Naturbahnrodel-Junioreneuropameisterschaft fand vom 24. bis 25. Januar 1976 in Inzing in Österreich statt.

## Technische Daten der Naturrodelbahn
| Start                  | 0780 m ü. A. |
| Ziel                   | 0627 m ü. A. |
| Höhendifferenz         | 0153 m       |
| Durchschnittl. Gefälle | 0012,25 %    |
| Länge                  | 1250 m       |

## Einsitzer Herren
| Platz | Name               | Zeit |
| ----- | ------------------ | ---- |
| 01    | Manfred Troppmaier | ?    |
| 02    | Albert Hellweger   | ?    |
| 03    | Otto Bachmann      | ?    |
| 04    | Österreich         | ?    |
| 05    | Josef Oberpichler  | ?    |
| 06    | Konrad Fröhlich    | ?    |
| 07    | Martin Jud         | ?    |
| 08    | Erich Niederhofer  | ?    |
| 09    | Raimund Pigneter   | ?    |
| 10    | Franz Jungmann     | ?    |

46 Rodler kamen in die Wertung.

## Einsitzer Damen
| Platz | Name               | Zeit |
| ----- | ------------------ | ---- |
| 01    | Hilde Scharf       | ?    |
| 02    | Annemarie Ampferer | ?    |
| 03    | Roswitha Fischer   | ?    |
| 04    | Monika Auer        | ?    |
| 05    | Ida Fleissner      | ?    |
| 06    | Rosi Kalchschmid   | ?    |
| 07    | Nelly Chapellu     | ?    |
| 08    | Ingrid Aichner     | ?    |
| 09    | Sonja Steiner      | ?    |
| 10    | Hedi Beuerle       | ?    |

18 Rodlerinnen kamen in die Wertung.

## Doppelsitzer
| Platz | Name                                    | Zeit |
| ----- | --------------------------------------- | ---- |
| 01    | Albert Hellweger – Christian Oberhöller | ?    |
| 02    | Franz Jungmann – Hubert Außerdorfer     | ?    |
| 03    | Manfred Troppmaier – Otto Neumann       | ?    |
| 04    | Raimund Pigneter – Otto Bachmann        | ?    |
| 05    | Piero Poletto – Giuseppe Cerise         | ?    |
| 06    | Martin Jud – Christian Kerschbaumer     | ?    |
| 07    | Günther Partl – Michael Olipitz         | ?    |
| 08    | Gerhard Eitner – Harald Baumann         | ?    |
| 09    | Anton Berwanger – Thomas Bickel         | ?    |
| 10    | Wolfgang Finkel – Stefan Thaumiller     | ?    |

13 Doppelsitzer kamen in die Wertung.

## Medaillenspiegel
| Platz | Land       | Gold | Silber | Bronze | Gesamt |
| ----- | ---------- | ---- | ------ | ------ | ------ |
| 1.    | Österreich | 2    | 2      | 1      | 5      |
| 2.    | Italien    | 1    | 1      | 2      | 4      |